# Pilosocereus brasiliensis
Pilosocereus brasiliensis là một loài thực vật có hoa trong họ Cactaceae. Loài này được (Britton & Rose) Backeb. miêu tả khoa học đầu tiên năm 1960.